# Рауль Кодрон
Рауль Кодрон (фр. Raoul Caudron; нар. 7 грудня 1883, Париж, Франція — пом. 1 червня 1958, Сент-Етьєн, Франція) — французький футбольний функціонер.
Очолював французьку делегацію на перший чемпіонат світу. Головний тренер національної збірної Гастон Барро був викладачем паризької консерваторії і поїздка до Південної Америки збіглася з екзаменаційною сесією. У зв'язку з цим Кордон виконував обов'язки і головного тренера.
У стартовому матчі групи «А» французи здобули переконливу перемогу над збірною Мексики (4:1). На 19-й хвилині Люсьєн Лоран відкрив рахунок у грі, наприкінці першого тайму Марсель Ланжіє його подвоїв, а в другій половині Андре Машіно зробив «дубль». В наступних поєдинках французи зазнали мінімальних поразок від збірних Аргентини і Чилі. У підсумку третє місце, а переможці групи — аргентинці — дійшли до фіналу, де поступилися господарям змагання.

## Статистика
Статистика на чемпіонаті світу:
| група «А» 13 липня 1930 |

| Франція                        | 4 — 1 | Мексика       |
| ------------------------------ | ----- | ------------- |
| Лоран 19', 40' Машіно 43', 87' | Звіт  | Карреньйо 70' |

| «Естадіо Посітос» (Монтевідео) Глядачів: 4 444 |

Франція: Алексіс Тепо, Марсель Ланжіє, Александр Віллаплан (), Ернест Лібераті, Андре Машіно, Етьєн Маттле, Марсель Пінель, Люсьєн Лоран, Марсель Капелль, Огюстен Шантрель, Едмон Дельфур. Тренер — Рауль Кодрон.
Мексика: Оскар Бонфільйо, Хуан Карреньйо, Рафаель Гутьєррес (), Хосе Руїс, Альфредо Санчес, Луїс Перес, Іларіо Лопес, Діонісіо Мехія, Феліпе Росас, Мануель Росас, Ефраїн Амескуа. Тренер — Хуан Луке.
| група «А» 15 липня 1930 |

| Аргентина | 1 — 0 | Франція |
| --------- | ----- | ------- |
| Монті 81' | Звіт  |         |

| «Естадіо Парк Сентрал» (Монтевідео) Глядачів: 23 409 |

Аргентина: Анхель Боссіо, Франсіско Варальйо, Хосе Делья Торре, Луїс Монті, Хуан Еварісто, Маріо Еварісто, Мануель Феррейра (), Роберто Черро, Рамон Муттіс, Наталіо Перінетті, Педро Суарес. Тренер — Франсіско Оласар.
Франція: Алексіс Тепо, Ернест Лібераті, Андре Машіно, Етьєн Маттле, Марсель Пінель, Марсель Ланжіє, Александр Віллаплан (), Люсьєн Лоран, Марсель Капелль, Огюстен Шантрель, Едмон Дельфур. Тренер — Рауль Кодрон.
| група «А» 19 липня 1930 |

| Чилі         | 1 — 0 | Франція |
| ------------ | ----- | ------- |
| Субіабре 65' | Звіт  |         |

| «Естадіо Сентенаріо» (Монтевідео) Глядачів: 2 000 |

Чилі: Роберто Кортес, Томас Охеда, Карлос Відаль, Еберардо Вільялобос, Гільєрмо Ріверос, Гільєрмо Сааведра, Карлос Шнебергер, Гільєрмо Субіабре, Артуро Торрес, Касіміро Торрес, Ернесто Чапарро. Тренер — Дьордь Орт.
Франція: Алексіс Тепо, Еміль Венант, Ернест Лібераті, Етьєн Маттле, Марсель Пінель, Марсель Капелль, Огюстен Шантрель, Едмон Дельфур, Селестен Дельмер, Марсель Ланжіє, Александр Віллаплан (). Тренер — Рауль Кодрон.